# Constante de Kepler–Bouwkamp

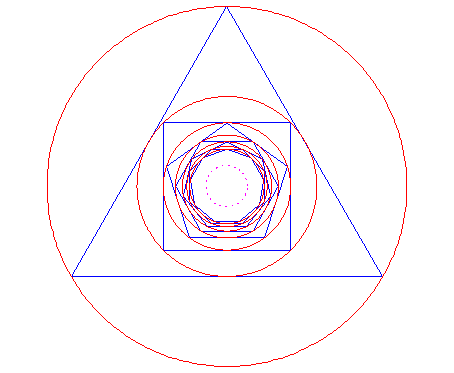
Una secuencia de polígonos y círculos inscritos.

La Constante de Kepler–Bouwkamp (o constante de inscripción de polígonos) se obtiene como límite de la siguiente secuencia: Toma un círculo de radio 1. Inscribe un triángulo regular en este círculo. Inscribe un círculo en este triángulo. Inscribe un cuadrado en él. Inscribe un círculo, un pentágono regular, un círculo, un hexágono regular, etc. El radio del círculo límite se llama constante de Kepler-Bouwkamp. Lleva el nombre de Johannes Kepler y Christoffel Bouwkamp, y es la inversa de la constante circunscrita del polígono.

## Historia
Kepler no pudo construir un modelo preciso utilizando polígonos, pero observó que, si polígonos sucesivos con un número creciente de lados se inscribían dentro de círculos, la proporción no disminuía indefinidamente sino que parecía tender hacia algún valor límite. Asimismo, si los polígonos están circunscritos, formando círculos sucesivamente más grandes (ver Figura anexa), la relación tiende hacia la inversa de este límite. Este límete fue descubierta en el siglo XX por Christoffel Bouwkamp, ahora conocido como constante de Kepler-Bouwkamp.

## Valor numérico
La expansión decimal de la constante de Kepler-Bouwkamp es:
{\displaystyle \prod _{k=3}^{\infty }\cos \left({\frac {\pi }{k}}\right)=0.1149420448\dots .}
El logaritmo natural de la constante de Kepler-Bouwkamp viene dado por:
{\displaystyle -2\sum _{k=1}^{\infty }{\frac {2^{2k}-1}{2k}}\zeta (2k)\left(\zeta (2k)-1-{\frac {1}{2^{2k}}}\right)}
donde {\displaystyle \zeta (s)=\sum _{n=1}^{\infty }{\frac {1}{n^{s}}}} es la función zeta de Riemann.
Si se toma el producto de los primos impares, la constante:
{\displaystyle \prod _{k=3,5,7,11,13,17,\ldots }\cos \left({\frac {\pi }{k}}\right)=0.312832\ldots }.